# Симон де Мелён
Симон де Мелен (Simon de Melun) (1250- 11 июля 1302) — сеньор де Ла Луп и де Маршевиль, маршал Франции.
Один из младших (возможно — самый младший) сыновей Адама III, виконта де Мелена (ум. 1250) и его второй жены Констанции (Комтессы) де Сансер-Сен-Бриссон, дочери Великого кравчего Этьена II де Сансер-Сен-Бриссона, внучки графа Сансера Этьена I. По своим сеньориям Ла Луп и де Маршевиль вассал епископов Шартра.
В 1270 году участвовал в Восьмом крестовом походе. Сенешаль Лимузена (1277—1291), Перигора и Керси (1277—1279).
Во время Арагонского крестового похода (1285) — командир арбалетчиков. После смерти арагонского короля Педро III вместе с Эсташем де Бомарше вёл борьбу с арагонскими отрядами в Руссильоне и Сердани до заключения мирного договора в феврале 1291 г.
После смерти матери унаследовал сеньории Ла Луп и Маршевиль. В 1283 г. получил от короля Филиппа сеньорию Монтлор, которую в 1290 г. продал аббатству Ла Грасс. В акте о продаже назван маршалом Франции. Сменил в этой должности умершего Жана де Варенна.
Смертельно ранен в битве при Куртре 11 июля 1302 года.
Симон де Мелен с около 1270 года был женат на Марии де Мен де Ла Саль (1255 — после 1302), даме де Ла Саль-ле-Клери, де Буше и де Вьеви. Дети:
- Жиль де Мелен (ок. 1280—1312). Его потомки правили сеньориями Ла Луп, Маршевиль и Ла Саль до 1383 года.
- Агнесса, жена Арно V де Бара де Бедюэ
- Жанна, жена Жана II де Морне, сира де Ла Ферте-Юбер.